# Venetian Snares
Aaron Funk (Winnipeg; 11 de enero de 1975), conocido profesionalmente como Venetian Snares, es un productor e intérprete de música electrónica de Winnipeg, Manitoba, Canadá. 
Su fama se debe principalmente a que compone IDM, breakcore y glitch, a menudo en compases poco usuales, además de sus grabaciones prolíficas, con discos editados a través de sellos discográficos como History of the Future, Isolate/DySLeXiC ResPonSe, Addict, Sublight, Low-Res, Hymen, y muy especialmente Planet Mu.

## Biografía
Sus primeros pasos en la música fueron a temprana edad, época en la que tomó clases de piano por un par de años, pero las dejó por falta de interés. 
Más tarde participaría en un par de grupos punk locales, pero su carrera musical comienza a tomar forma hacia 1992 aproximadamente, cuando decide tomar la experimentación en la composición de forma seria. 
En una primera etapa, su composición se basaba en reproducir sonidos grabados en boomboxes, los sonidos eran principalmente percusiones con cestos de basura y objetos que Funk encontraba en la calle durante sus recorridos en bicicleta por la ciudad. 
Luego vino la etapa de componer música en trackers, su primer tracker fue OctaMED en un Amiga 500, que le permitió un mayor nivel de libertad y precisión.
En algún punto del año 2000, comenzó a utilizar un PC y se cambió a las versiones para Windows de OctaMED y MED Soundstudio. En la actualidad, trabaja principalmente con el software llamado Renoise.
Existe un video disponible en YouTube subido por el mismo Funk, que muestra un tema del disco Cavalcade of Glee and Dadaist Happy Hardcore Pom Poms llamado "Vache" reproducido a través de dicho software.
Bajo el pseudónimo de Venetian Snares grabó sus primeras producciones a través de cassettes de edición casera a finales de los '90; su primer trabajo para un sello discográfico (un vinilo de 12") fue Greg Hates Car Culture, en el desaparecido sello History of the Future. 
Este álbum llegó a manos de Mike Paradinas, dueño del sello Planet Mu, quién fascinado por su sonido, invitó a Funk a editar sus siguientes discos bajo este sello.
El primer disco lanzado bajo el sello Planet Mu, Making Orange Things, da a conocer el nombre de Funk en la escena electrónica, ganando más adeptos y consolidando su carrera.

Además de programas informáticos o cajas de ritmos en la creación musical, Funk utiliza percusión convencional e incluso instrumentos acústicos, como el violín o la viola, los cuales tuvo que aprender a tocar para la grabación de su álbum Rossz csillag alatt született, de 2004, el cual aúna las estructuras breakcore típicas de Venetian Snares con música clásica contemporánea.
Funk continúa editando discos de manera prolífica en diversos sellos hasta la fecha.

## Influencias
En entrevistas pasadas con Funk se ha notado su interés temprano en el punk rock y el death metal, además de la influencia de su madre que escuchaba aquellos géneros cuando Funk era un niño.

## Arte gráfico
Las carátulas para cuatro de sus discos han sido ilustradas por el controvertido artista británico Trevor Brown. 
En el típico estilo de Brown, estas portadas contienen aerógrafos de jóvenes niñas en escenas sexuales o violentas impactantes. 
Otros discos, como contraste, contienen ilustraciones inocentes y hasta banales, tales como fotos de gatos, pájaros, juguetes de niños o incluso jugadores de bádminton.

## Discografía
Álbumes
| Título                                                                                    | Información                                      |
| ----------------------------------------------------------------------------------------- | ------------------------------------------------ |
| Spells                                                                                    | 1998 (casete publicado por él mismo)             |
| Subvert!                                                                                  | 1998 (casete publicado por él mismo)             |
| Rorschach Stuffocate                                                                      | 1998 (casete publicado por él mismo)             |
| Eat Shit and Die (split con DJ Fishead)                                                   | 1998 (casete publicado por él mismo)             |
| Fuck Canada // Fuck America (split con Stunt Rock)                                        | 1999, CLFST                                      |
| Greg Hates Car Culture                                                                    | 1999, History of the Future                      |
| printf("shiver in eternal darkness/n");                                                   | 2000, Isolate Records (primer álbum en CD)       |
| Making Orange Things (colaboración con Speedranch)                                        | 2001, Planet Mu                                  |
| Songs About My Cats                                                                       | 2001, Planet Mu                                  |
| Doll Doll Doll                                                                            | 2001, Hymen                                      |
| Higgins Ultra Low Track Glue Funk Hits 1972–2006                                          | 2002, Planet Mu                                  |
| 2370894                                                                                   | 2002, Planet Mu                                  |
| Winter in the Belly of a Snake                                                            | 2003, Planet Mu                                  |
| Nymphomatriarch (colaboración con Hecate)                                                 | 2003, Hymen                                      |
| The Chocolate Wheelchair Album                                                            | 2003, Planet Mu                                  |
| Huge Chrome Cylinder Box Unfolding                                                        | 2004, Planet Mu                                  |
| Winnipeg Is a Frozen Shithole                                                             | 2005, Sublight Records                           |
| Rossz csillag alatt született                                                             | 2005, Planet Mu                                  |
| Meathole                                                                                  | 2005, Planet Mu                                  |
| Cavalcade of Glee and Dadaist Happy Hardcore Pom Poms                                     | 2006, Planet Mu                                  |
| Hospitality                                                                               | 2006, Planet Mu                                  |
| My Downfall                                                                               | 2007, Planet Mu                                  |
| Detrimentalist                                                                            | 2008, Planet Mu                                  |
| Filth                                                                                     | 2009, Planet Mu                                  |
| My So-Called Life                                                                         | 2010, Timesig                                    |
| My Love Is A Bulldozer                                                                    | 2014, Planet Mu                                  |
| Thank You For Your Consideration                                                          | 2015, (Publicado por él mismo mediante bandcamp) |
| Traditional Synthesizer Music                                                             | 2016, Planet Mu                                  |
| She Began to Cry Tears of Blood Which Became Little Brick Houses When They Hit the Ground | 2018, (Publicado por él mismo mediante bandcamp) |
| Venetian Snares x Daniel Lanois                                                           | 2018, Timesig                                    |

Singles & EPs
| Título                                                                | Información                          |
| --------------------------------------------------------------------- | ------------------------------------ |
| Fake:Impossible                                                       | 1997 (casete publicado por él mismo) |
| Salt                                                                  | 2000, Zhark International            |
| 7 Sevens.med EP                                                       | 2000, Low Res                        |
| White label                                                           | 2001, Hangars liquides               |
| Defluxion / Boarded Up Swan Entrance                                  | 2001, Planet Mu                      |
| Shitfuckers!!!                                                        | 2001, Dyslexic Response              |
| The Connected Series #2 (colaboración con Cex)                        | 2001, Planet Mu                      |
| A Giant Alien Force More Violent & Sick Than Anything You Can Imagine | 2002, Hymen                          |
| Find Candace                                                          | 2003, Hymen                          |
| Podsjfkj Pojid Poa (split con Phantomsmasher)                         | 2003, Double H Noise Industries      |
| Badminton                                                             | 2003, Addict                         |
| Skelechairs (split con Doormouse)                                     | 2003, Addict                         |
| Einstein-Rosen Bridge (EP)                                            | 2003, Planet Mu                      |
| Moonglow / This Bitter Earth                                          | 2004, Addict                         |
| Horse and Goat                                                        | 2004, Sublight Records               |
| Infolepsy EP                                                          | 2004, Coredump Records               |
| Pink + Green                                                          | 2007, Sublight Records               |
| Miss Balaton                                                          | 2008, Planet Mu                      |
| Horsey Noises                                                         | 2009, Planet Mu                      |
| Cubist Reggae                                                         | 2011, Planet Mu                      |
| Affectionate                                                          | 2012, Mute Song                      |
| Fool the Detector                                                     | 2012, Planet Mu                      |
| Your Face                                                             | 2015, Planet Mu                      |

Otros trabajos
| Título                                                          | Información                 |
| --------------------------------------------------------------- | --------------------------- |
| Clearance Bin/Breakbeat Malaria (como Snares Man!)              | 2001, History of the Future |
| Leopards of Mass Destruction (como Bee Snares, split con Fanny) | 2003                        |
| Sabbath Dubs (como Snares)                                      | 2007                        |
| Last Step (como Last Step)                                      | 2007, Planet Mu             |
| 1961 (como Last Step)                                           | 2008, Planet Mu             |
| Sleep (como Last Step)                                          | 2012, Planet Mu             |
| Speed Dealer Moms (con Speed Dealer Moms)                       | 2010, Timesig               |